# 张平凯
张平凯（1910年12月26日—1990年11月22日）湖南省平江县龙门镇枫树下村人，中国人民解放军开国少将。

## 生平
生于贫苦农民家庭。1925年参加秘密农会。1926年加入中国共产主义青年团，1927年转入中国共产党。1928年由地方游击队转入中国工农红军。历任红五军第三纵队士兵委员会委员长、红五军士兵委员会副委员长、红五军党委代理书记、红三军团炮兵营政委兼军团直属队总支书记、军委炮兵团政委、红一方面军后委副书记、福建独立十师政委、中南作战军一纵队政委。先后参加了保卫井冈山、两次攻打长沙、中央苏区反“围剿”斗争和二万五千里长征。1931年3月，红三军团后方留守处主任何长工被调往前线指挥作战，张平凯接替工作后，组织了三个战时流动后方医院，建立了五个固定医疗点，还组建了新兵训练营及俘虏官兵训练营,建立了一个修械所，受到彭德怀赞扬。
抗日战争时期，张平凯任八路军总部随营学校党总支书记、在敌后开展部队教育工作，与学员一起挖窑洞，用土坯垒成课桌，并且开荒种菜。1940年任中国人民抗日军政大学二分校政治部副主任，随分校到晋察冀边区，任晋察冀军区直属政治部主任、晋察冀军区民运部部长。负责在敌后游击区开展大生产运动。
第二次国共内战时期，张平凯任冀热辽军区热河纵队政治部主任、冀察热辽行政委员会武装部部长，冀察热辽军区后勤司令部参谋长、第四野战军后勤司令部参谋长、第四野战军南下工作团副秘书长、铁道部办公厅主任、中南军政大学湖南分校副政委、代理党委书记。参与领导辽沈战役、天津战役的后勤保障工作。
中华人民共和国成立后，任东北军区后勤部副政委、中国人民志愿军后勤部副政委兼政治部主任。朝鲜战争爆发后，协助李聚奎等人准备粮秣、油料、军械，很快便将参战部队两个月的粮食、10个基地的弹药以及大量饲料、油料补充齐，并且组建、扩建了许多后方医院，组织了中朝联运铁路指挥部。此后，历任中国人民解放军后勤学院副政委、山西省军区副政委等职。他是第五届全国政协委员。1955年被授予少将军衔。
1990年11月22日，张平凯在北京病逝，享年80岁。

## 著作
- 《忆彭大将军》[1]
- 《彭德怀率师援朝》[1]